# That's How People Grow Up
That's How People Grow Up è un brano del cantante inglese Morrissey
Pubblicata anche come singolo, il 4 febbraio del 2008 dalla Decca Records, il disco raggiunse la posizione numero 17 della Official Singles Chart.
Utilizzato per promuovere la raccolta Greatest Hits, il singolo è contenuto anche nell'album Years of Refusal.

## Realizzazione
Scritto in collaborazione con il chitarrista Boz Boorer e prodotto da Jerry Finn, il brano venne registrato presso i Sonic Sound Studios di Houston, Texas e proposto in anteprima, negli Stati Uniti, durante il David Letterman Show, il 29 giugno del 2007.
La voce femminile presente nella canzone è della cantautrice americana Kristeen Young, che ha accompagnato Morrissey durante tutto il tour mondiale del 2007 dal quale, tra l'altro, sono tratte le tre b-sides contenute nelle varie versioni del singolo.
La foto di Morrissey in copertina è stata realizzata da Jake Walters. Il videoclip promozionale, diretto da Bucky Fukumoto, è un montaggio di immagini girate dal vivo, di Morrissey e la band, durante il Greatest Hits Tour del 2007, in particolare relative alla data dell'8 giugno, all'Hollywood Bowl di Los Angeles. Il video presenta grandi primi piani dei musicisti e filmati di fans che cercano di salire sul palco, durante i concerti, per abbracciare e baciare il cantante.

## Tracce
- UK 7"#1

1. That's How People Grow Up - 3:01
2. The Boy with the Thorn in His Side (live at Omaha, 11 maggio 2007) - 3:43

- UK 7"#2

1. That's How People Grow Up - 3:01
2. Why Don't You Find Out for Yourself (live at Salt Lake City, 15 ottobre 2007) - 3:29

- UK CDs

1. That's How People Grow Up - 3:01
2. The Last of the Famous International Playboys (live at NYC, 27 ottobre 2007) - 3:54

## Formazione
- Morrissey – voce
- Solomon Walker - basso
- Boz Boorer - chitarra
- Jesse Tobias - chitarra
- Matt Walker - batteria
- Michael Farrell – tastiere
- Kristeen Young - voce